# Hersiana Matmuja

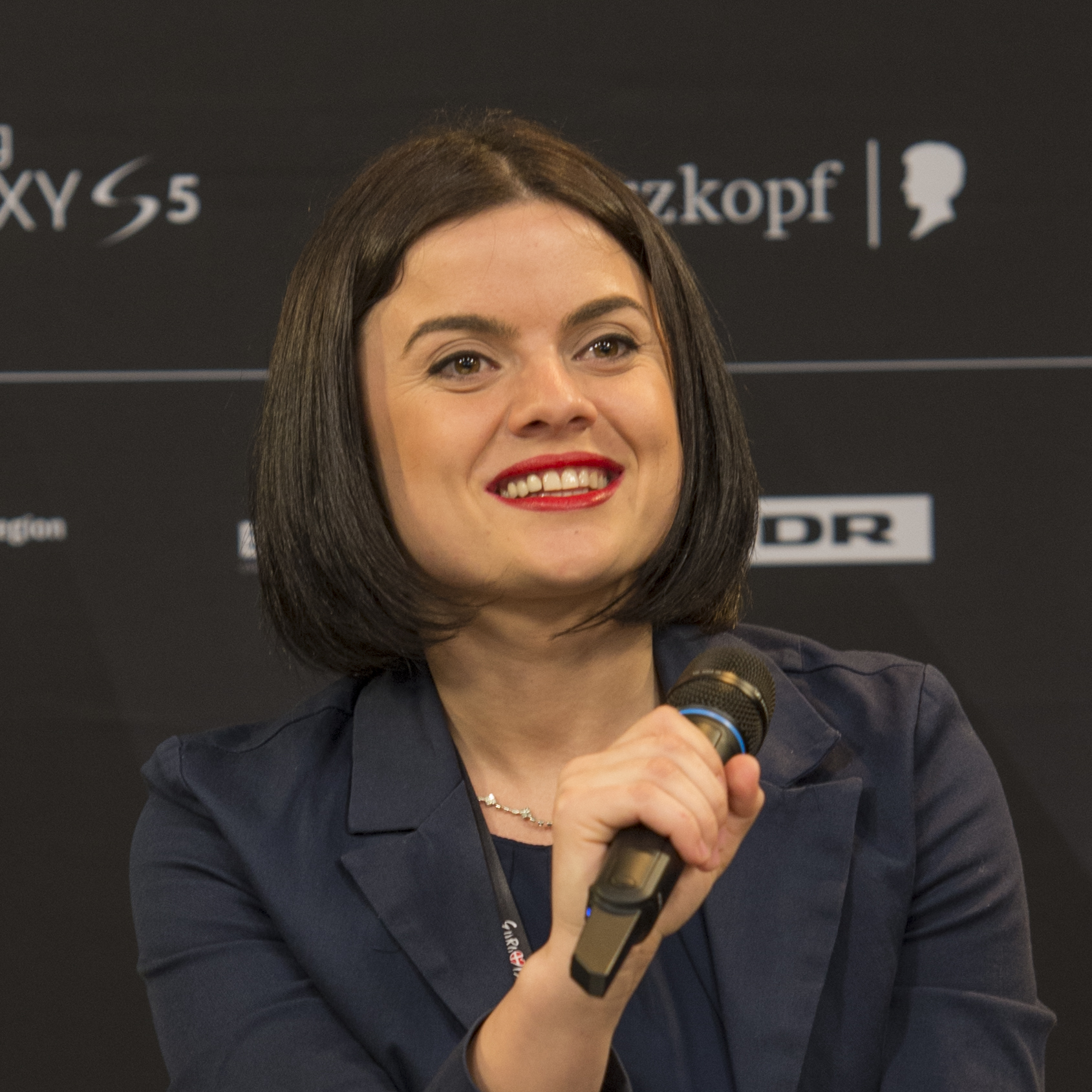
Hersiana Matmuja intervjuas vid Eurovision Song Contest 2014.

Hersiana Matmuja[a], även känd som Hersi eller Hersi Matmuja, född 1 februari 1990 i Kukës, är en albansk sångerska. Hon representerade Albanien i Eurovision Song Contest 2014 med låten "One Night's Anger" efter att ha vunnit Festivali i Këngës 52 med den albanska versionen "Zemërimi i një natë" i december 2013. Hon slogs dock ut i tävlingens semifinal där hon slutade på 15:e plats med 22 poäng.

## Biografi

### Tidiga år och karriär
Matmuja föddes 1 februari 1990 i staden Kukës i norra Albanien. Vid 5 års ålder flyttade hon med familjen till Tirana. Vid 8 års ålder började hon sjunga och tog musiklektioner av musikprofessorn Luan Bakiu. 9 år gammal, 1999, gjorde hon sitt första scenframträdande vid festivalen Celësi i Artë. Hon deltog i tävlingen även året därpå. 2001 deltog hon i festivalen Ylbëri i Makedonien. 2002 deltog Matmuja i Festivali i Shkodrës (Shkodrafestivalen) med låten "Zogu dhe djali". Hon vann även priset Violeta Filaj i musiktävlingen Ëndërra për muzikën (musikdrömmen). 15 år gammal deltog hon 2005 i Ethet e së premtes mbrëma, albanska Idol. Där slutade hon inom topp 10. 2006, vid 16 års ålder började hon studera canto vid Tiranas musikskola, Jordan Misja.
2006 ställde hon även upp i Festivali i Këngës 45 med låten "Ah jetë, oh jetë" som bland annat gjorts av Frederik Ndoci. Hon vann "nykomling-kategorin" i tävlingen och fick därför delta i huvudtävlingen. Hon tog sig till finalen och slutade där på en tionde plats med 11 poäng. Efter tävlingen studerade hon ett år vid Akademinë e Arteve të Bukura. År 2010 gjorde hon comeback i tävlingen då hon deltog i Festivali i Këngës 49 med låten "Me cilin rri ti dashuri". Låten var en kärleksballad som handlade om att finna ansiktet på sin kärlek. Hon tog sig via semifinalen vidare till finalen, där hon efter att ha fått sju poäng slutade elva av arton deltagare. I november 2011 deltog hon i Kënga Magjike för första gången då hon i Kënga Magjike 2011 framförde låten "Natë moj natë". Hon tog sig dock inte till finalen. Månaden senare ställde hon upp i Festivali i Këngës 50 med låten "Aty ku më le". Efter att ha fått noll poäng slutade hon på en delad sista plats tillsammans med sex andra bidrag.
Hon ställde för andra året i rad upp i Kënga Magjike, då hon 2012 i Kënga Magjike 2012 framförde dancelåten "Animon". I huvudtävlingen fick hon 114 poäng vilket räckte till en 38:e plats av 43 deltagare. I december 2012 deltog hon för tredje året i rad i Festivali i Këngës. I Festivali i Këngës 51 kom hon att framföra låten "Kush ta dha këtë emër" (vem gav dig detta namn) i den andra semifinalen, den 21 december. Hon tog sig via semifinalen till final, där hon efter att ha fått höga poäng slutade trea på 48 poäng. Resultatet innebar hennes dittills bästa resultat i tävlingen.

### Festivali i Këngës 52
2013 deltog Matmuja i Festivali i Këngës 52 med låten "Zemërimi i një natë" (svenska: en natts ilska). Låten hade producerats av en meriterad duo bestående av låtskrivaren Jorgo Papingji och kompositören Genti Lako. De båda stod även bakom låten "Kush ta dha këtë emër". I semifinalen framförde hon sitt bidrag sist av alla. Hon framförde även en duett tillsammans med Endri & Stefi Prifti, då de framförde låten "Ma ke prish gjumin e natës" från 1999 års tävling (original av Ledina Çelo och Sabri Fejzullahu). Hon tog sig till finalen, som samtliga deltagare gjorde. I finalen fick hon 69 poäng varav tre tolvor från domarna vilket gav henne segern i tävlingen, 24 poäng före tvåan Klodian Kaçani med "Me ty". I segerintervjun efter tävlingen beskrev hon att vinsten var hennes hittills största ögonblick i karriären.
Matmuja vann med den största marginalen (24 poäng) sedan man öppnade upp röstningsredovisningen och poängresultaten 2006. Tidigare var rekordet 22 poäng som Rona Nishliu vann med 2011 då hon framförde "Suus".
| ”                            | Det är mitt år, jag var beredd på seger. | „ |
| – Hersiana Matmuja, Panorama |                                          |   |

I en intervju efter finalen nämnde hon att hon var redo att ta steget vidare från Festivali i Këngës till Eurovision-scenen efter att ha deltagit fem gånger i den albanska musiktävlingen. Zemërimi i një natë står för "en natts ilska" och handlar om ilska och nedbrytning av mänskliga relationer. Enligt Matmuja är låtens kärna textraden "Çdo mëngjes është më i zgjuar se çdo mbrëmje" (morgonen är klokare än aftonen).

### Eurovision Song Contest 2014

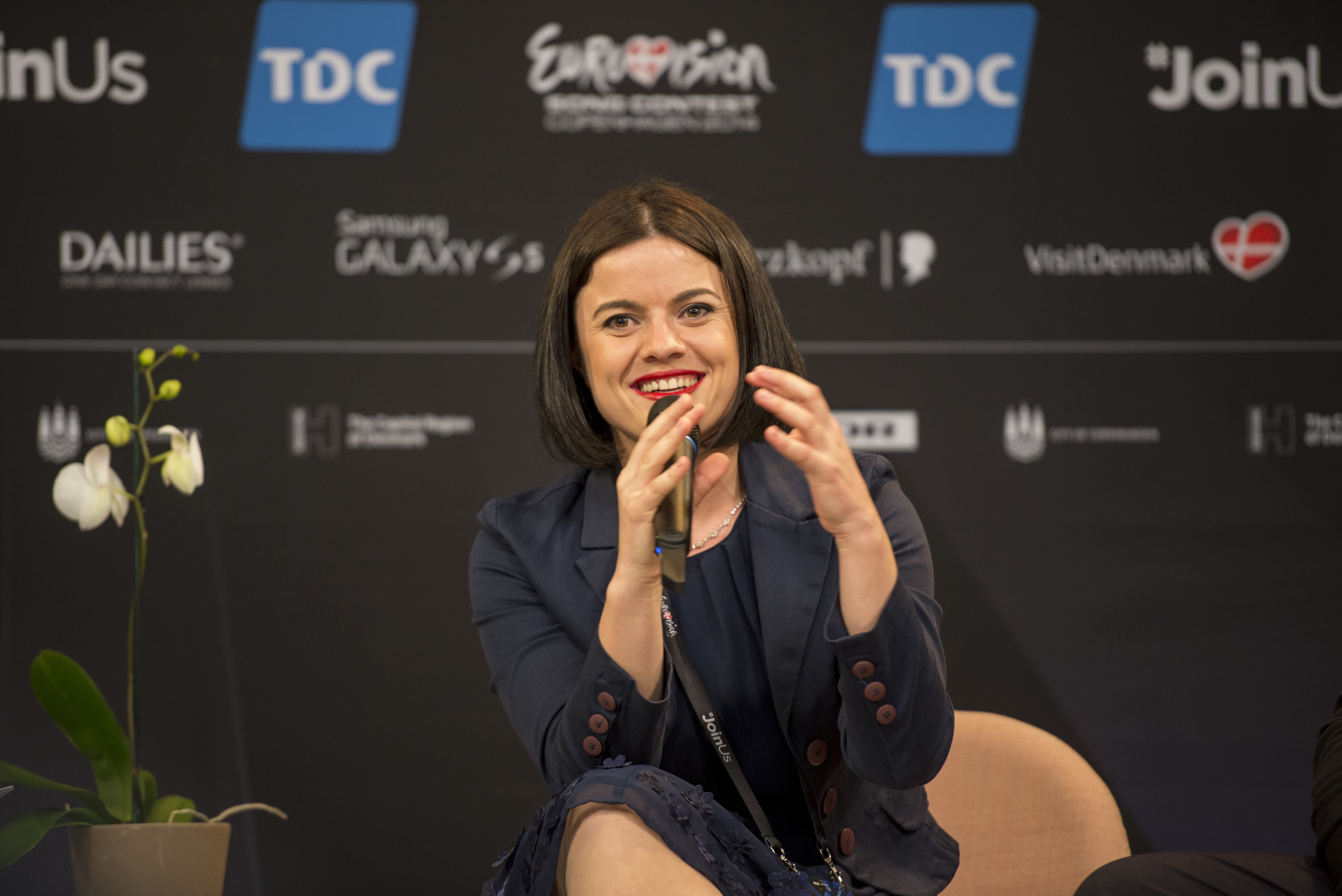
Hersiana Matmuja vid Eurovision Song Contest 2014 i Köpenhamn.

Eftersom Matmuja stod som segrare i Festivali i Këngës 52 kom hon att tävla för Albanien i Eurovision Song Contest 2014 i Danmarks huvudstad Köpenhamn. Hon uttryckte att hon gärna skulle framföra låten på engelska i Eurovision. Detta eftersom Matmuja önskade att så många som möjligt skulle förstå låtens budskap och text. En slutgiltig version av låten på både albanska och engelska spelades in i Grekland i mitten på februari 2014. Man valde dock att använda den engelska versionen som bidrag i Eurovision Song Contest. För att skydda sin sångerska från negativa kommentarer begärde den albanska delegationen att samtliga officiellt upplagda videoklipp på Matmuja skulle ha avstängda kommentarsfält.
Inför tävlingen i Köpenhamn deltog Matmuja tillsammans med 24 andra deltagande artister i konserten Eurovision in Concert som hålls årligen i Amsterdam. Där framförde hon sin "One Night's Anger" live för första gången sedan den engelska versionen av låten släpptes. Matmuja gjorde även en promotion-turné där hon utöver Nederländerna besökte San Marino, Montenegro och Ungern.
I april presenterade även Matmuja sitt team till Köpenhamn, där hon skulle komma att ackompanjeras av bakgrundssångarna Erga Halilaj och Olsa Papandili. Papandili ersattes dock till tävlingen av Emi Bogdo. Halilaj har bland annat tagit sig till final i Festivali i Këngës 48. Bogdo var finalist i Festivali i Këngës 47 och hon deltog i Kënga Magjike 2006, Kënga Magjike 2007 och Kënga Magjike 2009. 2010, samtida med Matmuja, deltog hon i Festivali i Këngës 49.

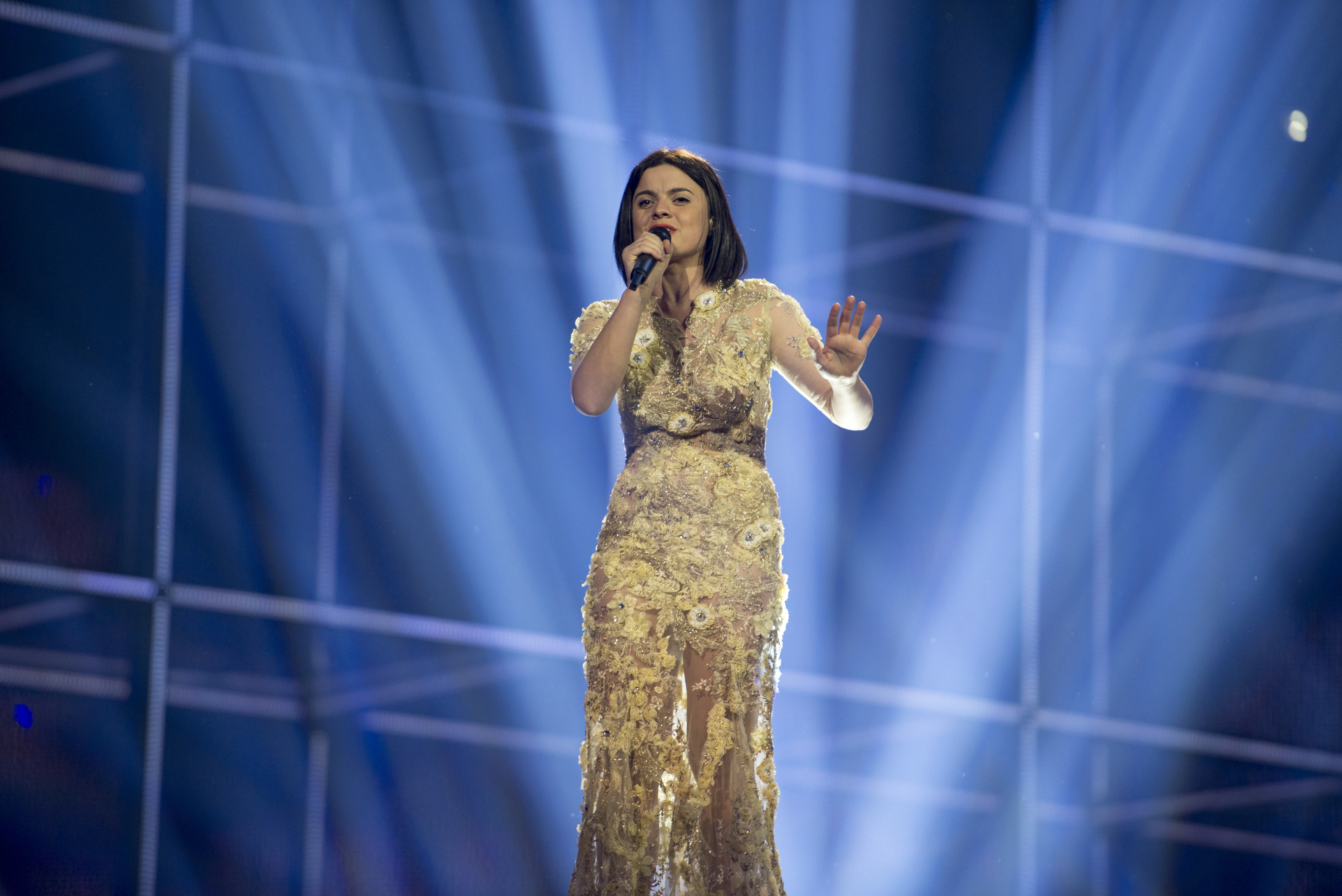
Hersiana Matmuja på scenen vid Eurovision Song Contest.

I Köpenhamn bestod hennes team även av låtens kompositör Genti Lako, låtskrivaren Jorgo Papingji och Albaniens delegationschef Kleart Duraj. Matmujas utstyrslar under Eurovision designades av den berömda kosovanska modeikonen Blerina Kllokoqi Rugova (BKR) som även hon var på plats i Köpenhamn. Inför tävlingen fotograferade även den kände fotografen Avni Selmani Matmuja i Kllokoqi-Rugova-klänningar. Vid Eurovision hade Matmuja fått med sig 6 olika Kllokoqi Rugova-klänningar som hon bar vid olika tillfällen. Vid liveframträdandet i semifinalen valde man en ljusgulfärgad klänning för både Matmuja och hennes bakgrundssångerskor.
Matmuja deltog i Eurovisions första semifinal den 6 maj 2014. Hon hade i tävlingen startnummer 6 och hon framträdde efter Islands Pollapönk och före Rysslands Masja och Nastia Tolmatjova. Hon framförde sitt bidrag stående på ett podium med en gitarrist och en trummis på scenen tillsammans med bakgrundssångerskorna. På sin rygg hade hon den traditionella albanska tvåhövdade örnen målad. När rösterna hade räknats stod det klart att hon hade slagits ut ur tävlingen. Detta blev andra året i rad som Albanien misslyckades med att ta sig till finalen och den totalt 5:e gången som Albanien missade tävlingens final. Matmuja slutade i sin semifinal på 15:e plats med 22 poäng. Resultatet blev Albaniens placeringsmässigt hittills sämsta i tävlingen.
| ”                        | Jag är stolt över mitt deltagande i Eurovision Song Contest. | „ |
| – Hersiana Matmuja, Zëri |                                                              |   |

Efter att hon slagits ut ur tävlingen meddelade hon att hon var nöjd med sitt framträdande och sitt deltagande, trots att hon missat finalen.

## Privatliv
Matmuja studerar sång vid Conservatorio di Santa Cecilia sedan 2008 i huvudstaden Rom och arbetar med musik. Hon är även bosatt i Rom, men reser ofta till sitt hemland. Matmuja talar albanska, italienska, engelska samt spanska flytande. Hon kan även spela piano. Matmuja har nämnt Céline Dion, Whitney Houston, Abba och Mozart som några av sina musikaliska influenser.

## Diskografi

### Singlar
- 2006 – "Ah jetë, oh jetë"
- 2010 – "Me cilin rri ti dashuri"
- 2011 – "Natë moj natë"
- 2011 – "Aty ku më le"
- 2012 – "I dashuri i hënës" (feat. Genti Lako)
- 2012 – "Kthehu" (feat. Gjergj Leka)
- 2012 – "Animon"
- 2012 – "Kush ta dha këtë emër"
- 2013 – "Zemërimi i një natë"
- 2014 – "One Night's Anger"